# Ian Durrant
Ian Durrant (Glasgow, 29 ottobre 1966) è un ex calciatore scozzese, di ruolo centrocampista, che attualmente fa parte dello staff tecnico dei Rangers.

## Caratteristiche tecniche
Era un centrocampista talentuoso dal tocco elegante.

## Carriera
Durrant esordì con la maglia dei Rangers nella massima serie scozzese all'età di 18 anni, nell'aprile del 1985. Conquistò il posto da titolare la stagione seguente. Segnò nel suo primo Old Firm giocato, cominciando a segnalarsi come uno degli elementi più interessanti della nazione.
Nel 1986-1987 vinse lo scudetto, e la stagione seguente migliorò ancora, segnando 10 gol in campionato e realizzando una rete nella vittoriosa finale di Coppa di lega, come l'anno prima. Disputò inoltre da titolare tutte le sei gare giocate dai Rangers in Coppa dei Campioni con 1 gol.
La sua carriera fu temporaneamente interrotta a causa di un gravissimo infortunio nell'ottobre del 1988, in seguito a un «terribile tackle» di Neil Simpson dell'Aberdeen. Dopo una lunga riabilitazione, rivide il campo nell'aprile del 1991, quasi tre anni dopo, in un incontro di riserve, a cui assistettero 35.000 sostenitori, presenti appositamente per salutare e festeggiare il suo ritorno.
Rimase a Glasgow per altri sette anni, disputando la UEFA Champions League 1992-1993 (3 gol e 2 assist) con una serie di buone prestazioni, e vincendo il nono titolo di fila nel 1998, che permise alla sua squadra di eguagliare il record del Celtic.
Prima di ritirarsi, Durrant disputò quattro stagioni con il Kilmarnock, di cui indossò anche la fascia di capitano.

## Palmarès
- Campionato scozzese: 8

Rangers: 1986-1987, 1988-1989, 1991-1992, 1992-1993, 1993-1994, 1994-1995, 1995-1996, 1996-1997 
- Coppa di Scozia: 3

Rangers: 1991-1992, 1992-1993, 1995-1996
- Coppa di Lega scozzese: 5

Rangers: 1986-1987, 1987-1988, 1992-1993, 1993-1994, 1996-1997